# Conetoe, North Carolina
Conetoe, North Carolina (енгл. Conetoe) град је у америчкој савезној држави Северна Каролина.

## Демографија
По попису из 2010. године број становника је 294, што је 71 (-19,5%) становника мање него 2000. године.
| Група             | 2000.       | 2010.       |
| Белци             | 111 (30,4%) | 62 (21,1%)  |
| Афроамериканци    | 232 (63,6%) | 223 (75,9%) |
| Азијати           | 0 (0,0%)    | 0 (0,0%)    |
| Хиспаноамериканци | 20 (5,5%)   | 5 (1,7%)    |
| Укупно            | 365         | 294         |